# 할슈텐베크

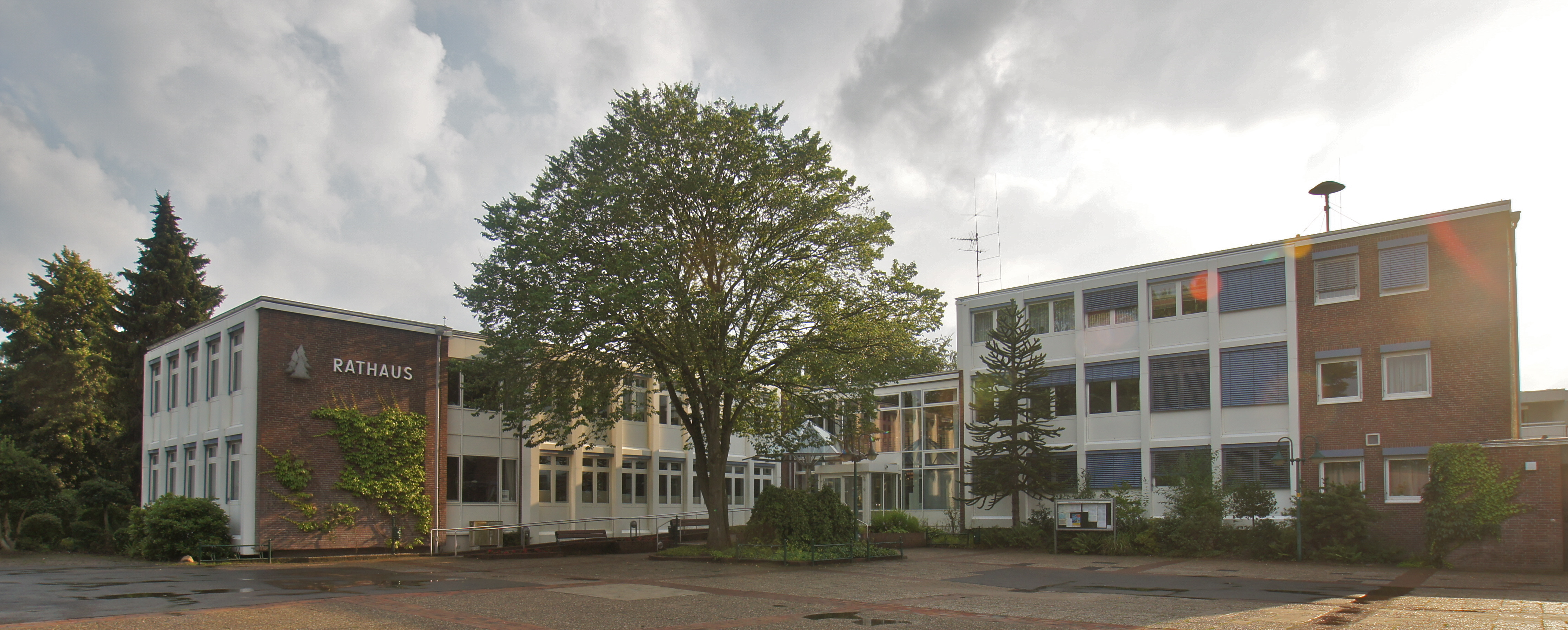
할슈텐베크 시청

할슈텐베크(Halstenbek)는 독일 슐레스비히홀슈타인주의 지방 자치체이다. 함부르크시 경계에서 북서쪽, 피네베르크에서 남동쪽으로 약 5킬로미터 지점에 위치해 있다.

## 지리
수렁 지역에 있다. 2개의 작은 물줄기(Ballerbek, Düpenau)가 할슈텐베르크 지역을 가로지르며 둘 다 Krupunder See라는 작은 호수에서 기원한다.

## 자매도시
- 오스트리아 오버외스터라이히주 Hartkirchen
- 독일 메클렌부르크포어포메른주 Lübz